# Ethaanthiol
Ethaanthiol of ethylmercaptaan is een organische zwavelverbinding met als brutoformule C2H6S. Het is een thiol en structureel vergelijkbaar met ethanol, het zuurstofanaloog. De zuivere stof komt voor als een vluchtige, licht ontvlambare vloeistof met een sterke onaangename geur van stinkdieren. Ethaanthiol heeft een zeer lage geurdrempel, tussen 0,1 en 1 ppb.

## Synthese
Ethaanthiol komt voor in aardolie en steenkoolteer. De industriële productie gebeurt door de katalytische reactie van etheen met waterstofsulfide:
{\displaystyle {\ce {C2H4 + H2S -> C2H6S}}}
Een nevenreactie die daarbij optreedt is de vorming van di-ethylsulfide:
{\displaystyle {\ce {2C2H4 + H2S -> (C2H5)2S}}}
Di-ethylsulfide kan met een overmaat waterstofsulfide verder reageren tot ethaanthiol:
{\displaystyle {\ce {(C2H5)2S + H2S -> 2C2H6S}}}

## Toepassingen
Vanwege de zeer lage geurdrempel wordt ethaanthiol toegevoegd als geurstof aan reukloze, gevaarlijke gassen zoals lpg, lng, propaan of aardgas zodat men de aanwezigheid van deze gassen kan waarnemen. Ethaanthiol is een grondstof of intermediair product in de synthese van vulkanisatieversnellers bij de productie van rubber, van pesticiden, geneesmiddelen, antioxidanten en andere verbindingen. Het werd onder andere gebruikt voor de synthese van de (nu verouderde) hypnotica sulfonal, trional en tetronal. De stof werd vroeger gebruikt als insecticide en fungicide.

## Toxicologie en veiligheid
Ethaanthiol is een licht ontvlambare vloeistof, waarvan de dampen een explosief mengsel met lucht kunnen vormen.
Bij hoge concentraties heeft ethaanthiol een effect op het centraal zenuwstelsel. Blootstelling eraan kan hoofdpijn, misselijkheid, vermoeidheid en verminderd bewustzijn veroorzaken, evenals irritatie van de slijmvliezen.